# КДТ Црвена звезда
КДТ Црвена звезда је клуб дизача тегова из Београда. Клуб је део Спортског друштва Црвена звезда.

## Историја
Клуб је основан 26. децембра 1996. захваљујући Миши Антонијевићу. КДТ Црвена звезда је четири пута био екипни шампион државе - 1997, 1998. (Дисциплина снаге), 2001. (Бенч прес) и 2007. (Олимпијски начин).
Најпознатији такмичари у дизању тегова су: Боривоје Мацановић, Горан Кривошија, Страхиња Раказов, Ћазим Бериша и Љубомир Рајковић.
Најпознатији такмичари у дисциплини снаге су: Ненад Ђорђевић, Страхиња Раказов, Горан Лазић, Небојша Стојчић, Драган Никић и Горан Манојловић.
Најпознатији такмичари у бенч-пресу су: Иван Павловић, Бојан Крстић, Емил Ваштаг, Драган Ченејац, Александар Ракочевић и Дејан Стојимировић.
Најпознатији такмичар у бодибилдингу је Зоран Вејић.